# Sean Schiano
Sean Schiano (* 8. Oktober 1969) ist ein ehemaliger US-amerikanisch-italienischer Basketballspieler.

## Leben
Der aus Rochester im US-Bundesstaat New York stammende Schiano spielte von 1988 bis 1992 für die Mannschaft der Niagara University in der ersten NCAA-Division und kam in 112 Spielen auf Mittelwerte von 6,1 Punkten und 3,7 Rebounds je Begegnung. Der 2,13 Meter große Innenspieler, der auch über die italienische Staatsbürgerschaft verfügt, wechselte nach Deutschland und verstärkte in der Saison 1992/93 den Bundesliga-Neuling SV Tübingen unter dem Korb. Nachdem er anschließend beim französischen Zweitligisten Toulouse, bei den Hu Fung Rams in Taiwan sowie in der Saison 1995/96 auch wieder kurzfristig in Roanne in Frankreichs zweiter Liga gespielt hatte, wechselte der Glatzkopf wiederum nach Deutschland und stand von 1996 bis 1999 bei der SG Braunschweig unter Vertrag.
Im Spieljahr 1999/2000 gehörte er dem Aufgebot des französischen Erstligisten Straßburg IG an und blieb dort mit durchschnittlich 2 Punkten und 1,7 Rebounds je Begegnung aber ein Ergänzungsspieler. 2000/01 trug er wieder das Hemd des SV Tübingen (mittlerweile in der 2. Basketball-Bundesliga) und stieg mit der Mannschaft in die Bundesliga auf, wo er im Spieljahr 2001/02 ebenfalls die Tübinger Farben trug und in 31 Einsätzen im Schnitt 6,7 Punkte sowie 6 Rebounds verbuchte.
In der Saison 2002/03 stand er in der 2. Bundesliga in Diensten der Eisbären Bremerhaven und kehrte danach erst nach Tübingen zurück, nahm aber im Laufe der Saison ein Angebot des französischen Zweitligisten Saint-Etienne an. Sein letztes Jahr als Berufsbasketballspieler verbrachte Schiano 2004/05 bei der deutschen Zweitligamannschaft Düsseldorf Magics. Ende April 2005 beendete er seine Karriere und wurde kurz darauf in seinem Heimatland USA bei einem Wettanbieter beruflich tätig.